# Ralph Maria Siegel
Pour les articles homonymes, voir Siegel.
Ralph Maria Siegel, de son vrai nom Rudolf Maria Siegel  (né le 8 juin 1911 à Munich, mort le 2 août 1972 dans la même ville) est un compositeur allemand.

## Biographie
Ralph Maria Siegel est le fils du compositeur Rudolf Siegel. Il étudie la musique à Cologne, Florence, Rome et Berlin. Il a pour professeur Ernst Toch. Il suit également des cours de chant.
Il commence sa carrière artistique en tant que ténor d'opérette et chante à Berlin au Metropol-Theater et à l'Admiralspalast. Dans les années 1930, il est également membre du conseil de surveillance de la GEMA et l'un des responsables de l'interdiction de la distribution gratuite de partitions ou de la limitation à 250 exemplaires gratuits. Par ses compositions de schlager, il contribue à l'esthétique nazie : une musique légère avec des paroles amusantes est censée guider le public à travers les années de guerre, en invoquant subtilement la cohésion émotionnelle de la population à travers le monde apparemment parfait de la facilité artistique. Outre les paroles délibérément banales qu'il a écrites, Siegel discrédite parfois délibérément d'autres styles de musique contemporaine en les qualifiant d'art dégénéré. Par exemple, dans Ein musikalisches ABC, il parle du jazz comme une « musique de nègres ».
À partir de 1941, il travaille au Staatstheater am Gärtnerplatz de Munich. De 1946 à 1949, il est directeur artistique et intendant des acteurs du Kurhaus Theater à Augsbourg. Il travaille aussi comme metteur en scène au Corso Theater à Berlin et au Deutsches Theater de Munich.
Siegel est l'un des paroliers et compositeurs du schlager des années 1930 à 1950. Siegel écrit le texte tandis que Gerhard Winkler compose la musique.
En 1948, il fonde Ralph-Maria-Siegel-Musik-Verlage qu'il dirige jusqu'à sa mort. Il traduit en allemand les textes de plusieurs films en langue étrangère et compose la musique de film pour plusieurs productions allemandes.
Siegel est marié à la chanteuse d'opérette de Leipzig, Ingeborg Döderlein, et ont un fils, Ralph Siegel.

## Chansons
- Capri-Fischer (1943)
- Es leuchten die Sterne (1938)
- Ich hab’ noch einen Koffer in Berlin (1951)
- Unter der roten Laterne von St. Pauli
- Moulin Rouge
- C'est si bon (adaptation allemande)
- Das Chianti-Lied (1939)
- O mia bella Napoli (1938)
- Schön war die Zeit (1937)
- Sing ein Lied, wenn du mal traurig bist
- Gitarren spielt auf! / Chitarra d’amor (1934, paroles allemandes et italiennes, musique : Ludwig Schmidseder)
- Skandal im Harem
- Das Lied der Taube
- Schau mich bitte nicht so an (adaptation de La vie en rose)
- Die Liebe ist ein seltsames Spiel (1960)

## Filmographie
- 1936 : Hilde und die vier PS
- 1953 : La Route du bonheur
- 1956 : La Fée du Bodensee
- 1957 : Tante Wanda aus Uganda
- 1962 : Ihr schönster Tag (de)
- 1965 : Herr Kayser und die Nachtigall (TV)